# 나빌 엘루아하비

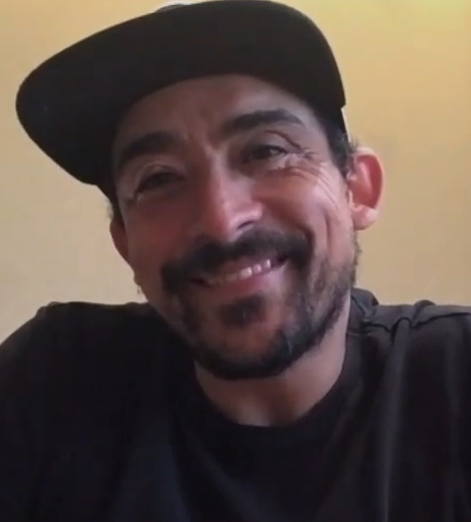

나빌 엘루아하비(Nabil Elouahabi, 1975년 2월 6일 ~ )는 영국의 배우이다. 잉글랜드에서 태어났다.

## 출연 작품

### 영화
- 스토리스 오브 로스트 소울스 (2005, Stories of Lost Souls)
- 정크하트 (2011, Junkhearts) - 피셔맨 역
- 블리츠 (2011)
- 타워블록 (2012) - 게리 역
- 하이에나 로드 (2015, Hyena Road)
- 샌드 캐슬 (2017)
- 인피니트 (2021)

### 텔레비전
- 캐주얼티 (1998-2017, Casualty)
- 이스트엔더스 (2003-05)
- 제너레이션 킬 (2008)